# Selvagem Grande
Selvagem Grande, littéralement « Grande Sauvage », est une île du Portugal située dans l'océan Atlantique. Elle est la plus grande des îles Selvagens, archipel dépendant de la région autonome de Madère (Portugal).

## Géographie
Selvagen Grande dispose d'un littoral fait de falaises raides, avec quelques grottes. Son point culminant est le Pico da Atalaia, d'environ 163 mètres de haut. De son sommet il est possible de voir, au sud, les 3 718 mètres du Pic de Teide, sur l'île de Tenerife, aux Canaries. C'est la seule île habitée toute l'année. Toutes les trois semaines, un navire ravitailleur vient y changer l'équipe des gardiens du Parc naturel de Madère, de la Police maritime et du service postal ainsi que du ravitaillement en vivre. Ces professionnels, en plus des travaux de surveillance, assurent également tous les travaux scientifiques de routine, surveillant différents paramètres environnementaux, sur terre et en mer (faune et flore). Dans cette île, outre le phare mis en service depuis 1977, il y a deux citernes pour stocker de l'eau.
Le groupe des îles du nord-est des îles Selvagens comprend aussi Sinho, Palheiro do Mar et Palheiro da Terra. L'île est située à environ 280 kilomètres de l'île de Madère et à environ 175 kilomètres des Canaries .

## Histoire
Selvagem Grande était la cible d'expéditions régulières de chasse jusqu'à la création du Parc naturel de Madère et la création d'un poste de surveillance permanent. En 1976, plusieurs expéditions de chasse à cette île ont été conduites, ce qui a quasiment décimé la population de Puffin de Scopoli qui existait là, étant abattu de manière indiscriminée. Depuis, la population a progressivement augmenté.
Il existe encore des vestiges de cette colonisation, tels que des terrasses, citernes, conduits pour l'eau et un four. L'introduction accidentelle de lapins et de rats ont contribué au changement de la flore. En 2002, un projet a été lancé visant à éradiquer toutes les espèces introduites.

## Faune et flore
Pour la faune marine on trouve essentiellement le Pétrel de Bulwer, le Petit Puffin,  l'Océanite de Castro et la Sterne de Dougall. L'Océanite frégate et le Puffin de Scopoli ont été le cible de chasse illégale. Le Gekkonidae est une espèce endémique de ce lieu. Pour la flore on trouve la Roccella tinctoria, in lichen filamenteux.

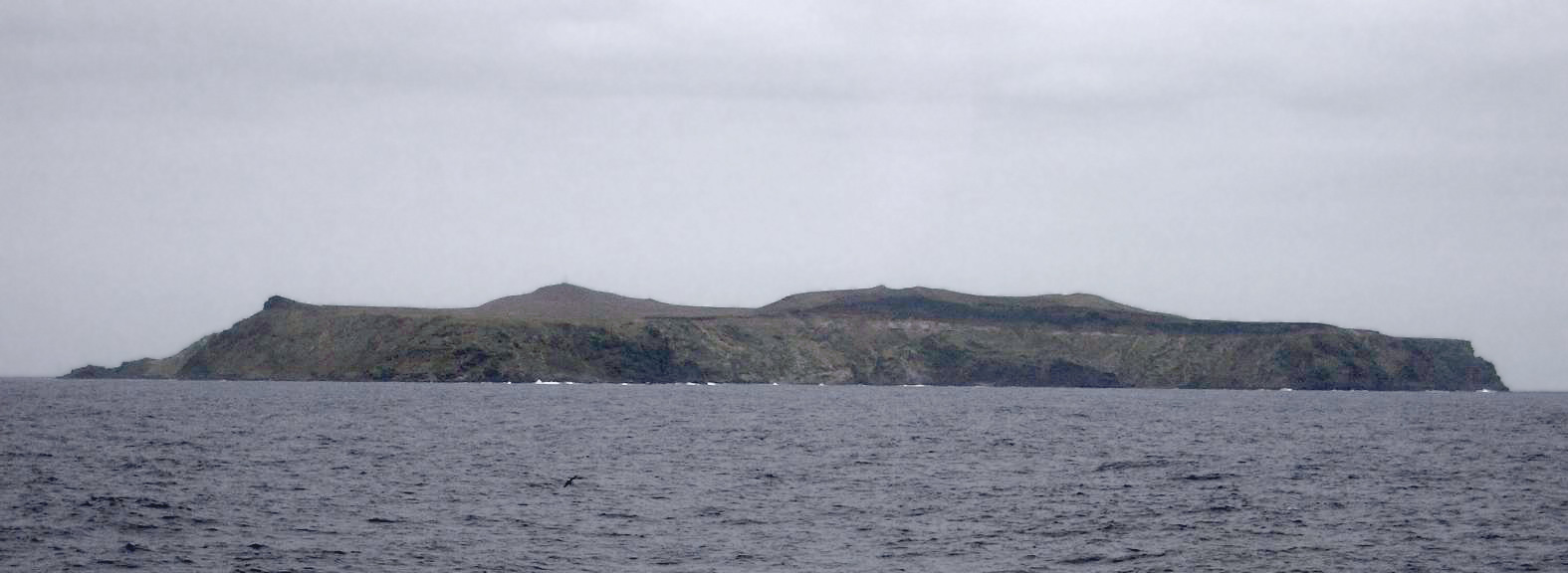
Vue de Selvagem Grande.